# Футбольна ліга Англії
Футбольна ліга (англ. The Football League) — чемпіонат з футболу за участю клубів з Англії і Уельсу. Вона є найдавнішим футбольним чемпіонатом у світі. З часу започаткування у 1888 році до створення Прем'єр-ліги у 1992 році провідний дивізіон Футбольної Ліги був вищим дивізіоном в англійському футболі.

## Огляд
Вільям Мак-Грегор заснував Лігу в 1888 році. Спочатку вона нараховувала 12 членів, до 1950 року розрослася до 92-х клубів. Фінансові міркування привели до великого потрясіння в 1992 році, коли з метою максимізації доходів провідні члени Футбольної Ліги відокремилися і започаткували власний турнір — Прем'єр-лігу.
Членами Футбольної ліги залишаються 72 клуби, які в рівній кількості розподілено поміж трьома дивізіонами — Чемпіонатом, Першою Лігою і Другою Лігою. Ці дивізіони розташовані на рівнях 2, 3 і 4 системи футбольних ліг Англії, одразу за Прем'єр-лігою. Клуби можуть пересуватися між дивізіонами, а також між Футбольною Лігою і Прем'єр-лігою, шляхом вибуття та підвищення у класі. Футбольна Ліга є турніром переважно для англійських клубів, але в ньому також беруть участь три клуби з Уельсу.
Футбольна Ліга є також назвою керуючого органу чемпіонату, який разом з чемпіонатом проводить два турніри з грою на виліт — Кубок Ліги і Трофей Ліги.
Зі спонсорських причин офіційною назвою чемпіонату є Футбольна Ліга Кока-Кола.

## Історія

### Витоки

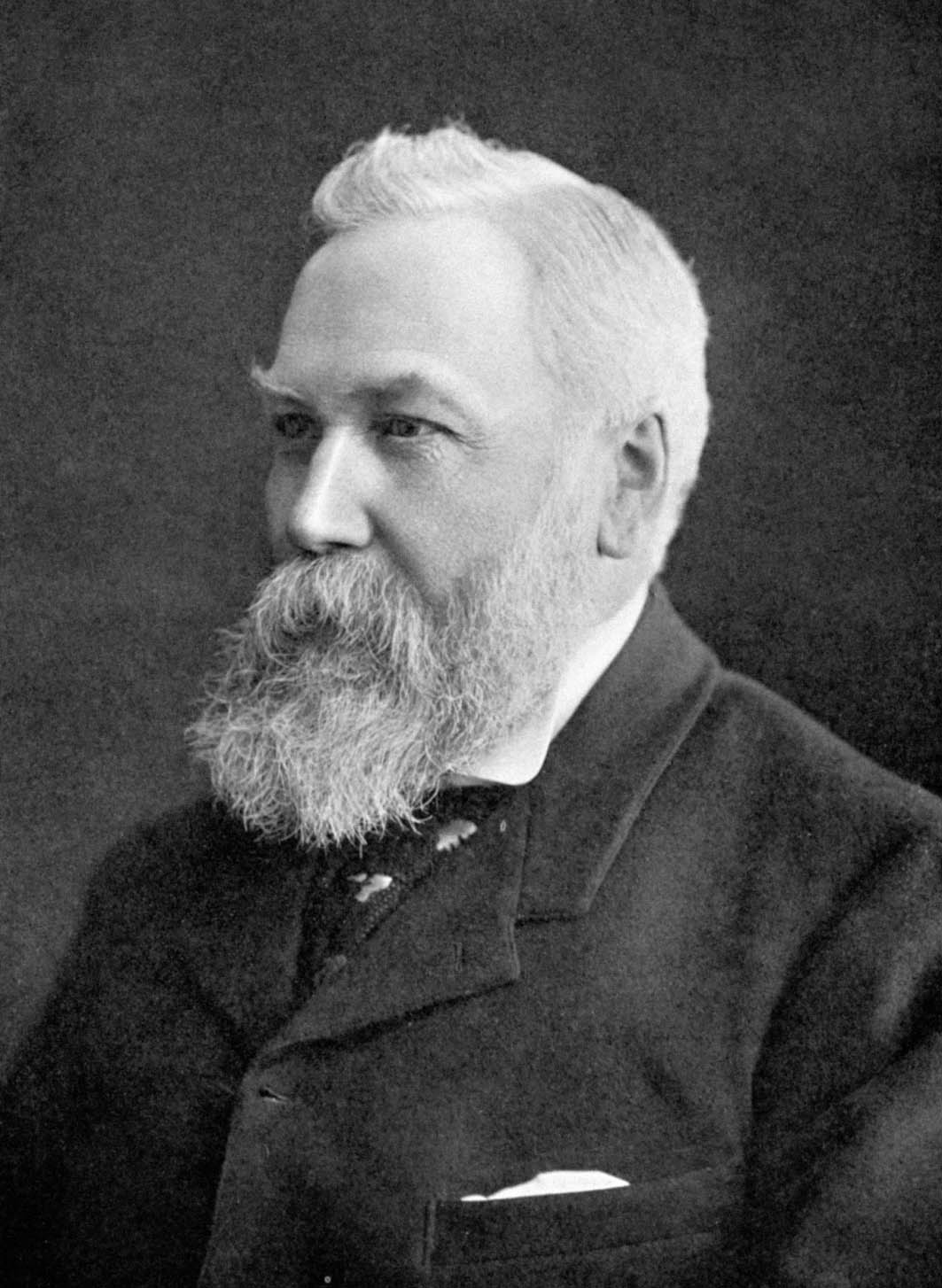
Вільям Мак-Грегор

Після чотирьох років дебатів, Футбольна асоціація врешті-решт легалізувала футбол як професію 20 липня 1885 р. До цього багато клубів незаконно платили «професійним» гравцям з метою підсилення своїх команд, викликаючи презирство клубів, які сумлінно дотримувалися правил аматорської гри ФА. Клуби, які стали професійними, ставали дедалі більше незадоволеними непередбачуваним календарем Кубка Англії, міжграфських турнірів і товариських матчів, оскільки він не гарантував постійного джерела доходів.
Власник магазину одягу і директор «Астон Вілли» шотландець Вільям Мак-Грегор був першим, хто спромігся навести порядок у існуючому хаосі, за якого клуби домовлялися про проведення матчів поміж собою. 2 березня 1888 року він написав листа до клубів «Блекберн Роверс», «Болтон Вондерерз», «Престон Норт-Енд», «Вест-Бромвіч Альбіон» і до секретаря «Астон Вілли», пропонуючи створити футбольну лігу.
Перше засідання ліги відбулося в Лондоні 23 березня 1888 року напередодні фіналу Кубка Англії. Перший сезон Футбольної ліги розпочався кілька місяців потому, 8 вересня, за участі 12 клубів. Першим чемпіоном став «Престон», який на додаток того сезону виграв і Кубок Англії.

### Клуби-засновники

Перший логотип Футбольної ліги (1888 рік)

Засновниками Футбольної ліги і учасниками першого чемпіонату були такі клуби:
- «Акрінгтон»
- «Астон Вілла»
- «Бернлі»
- «Блекберн Роверс»
- «Болтон Вондерерс»
- «Вест-Бромвіч Альбіон»
- «Вулвергемптон Вондерерс»
- «Дербі Каунті»
- «Евертон»
- «Ноттс Каунті»
- «Престон Норт-Енд»
- «Сток Сіті»

Жоден з клубів-засновників не зміг уникнути вибуття до нижчих дивізіонів принаймні одного разу в своїй історії.

### Віхи історії

Логотип Футбольної Ліги у 1988–2004 роках

- Другий дивізіон було створено у 1892 році. Автоматичне вибуття та підвищення у класі було впроваджене у 1898 році, коли обидва дивізіони розрослися до 18 клубів. Попередню систему «тестових матчів» між двома клубами-невдахами вищого дивізіону і двома переможцями нижчого дивізіону було скасовано після того, як «Бернлі» і Сток Сіті розіграли безголеву і, як вважалося, договірну нічию, яка влаштовувала обидва клуби.[2]
- Клуб з півдня Англії вперше виграв Лігу лише у 1931 році — ним став Арсенал.
- Чемпіонат не проводився у 1915—19 роках під час Першої світової війни, а також у 1939—46 роках під час Другої світової війни.
- Починаючи з 1976 року клуби, що набрали однакову кількість очок, розташовувалися в турнірній таблиці згідно з різницею забитих і пропущених голів.
- У 1987 році було запроваджено матчі плей-оф для вирішення питання пересування клубів між дивізіонами.
- У 1992 році з метою максимізації доходів провідні члени Футбольної Ліги відокремилися і започаткували власний турнір — Прем'єр-лігу.

### Історія дивізіонів Футбольної ліги

#### 1888–1892
В перші роки після заснування Футбольна Ліга складалась з 12 клубів, які грали в одному дивізіоні.

#### 1892–1920
1892 року Футбольна ліга поглинула Футбольний альянс. Збільшення кількості клубів дозволило сформувати новий дивізіон. Існуючий дивізіон було перейменовано в Перший дивізіон, а новий отримав назву Другий дивізіон.
- Перший дивізіон Футбольної ліги (1)
- Другий дивізіон Футбольної ліги (2)

#### 1920–1921
1920 року провідні клуби Південної футбольної ліги увійшли до Футбольної ліги, утворивши Третій дивізіон Футбольної ліги.
- Перший дивізіон Футбольної ліги (1)
- Другий дивізіон Футбольної ліги (2)
- Третій дивізіон Футбольної ліги (3)

#### 1921–1958
Вже наступного сезону Ліга розширилася знову. Цього разу до неї доєдналася низка клубів з півночі Англії, щоб збалансувати регіональне представницто, яке погіршилось після попереднього розширення завдяки клубам з півдня. Існуючий Третій дивізіон був перейменований у Третій дивізіон Футбольної ліги (Південь) і паралельно з ним для нових північних клубів було створено Третій дивізіон Футбольної ліги (Північ). Обидва дивізіони грали паралельно, а переможець кожного з них підіймався у Другий дивізіон.
- Перший дивізіон Футбольної ліги (1)
- Другий дивізіон Футбольної ліги (2)
- Третій дивізіон Футбольної ліги (Південь) (3)
- Третій дивізіон Футбольної ліги (Північ) (3)

#### 1958–1992
1958 року було прийнято рішення про реорганізацію двох Третіх дивізіонів. Замість них було створені два загальноанглійські дивізіони — Третій дивізіон та Четвертий дивізіон. Клуби у верхній половині турнірної таблиці Третього південного та Третього північного дивізіонів сформували Третій дивізіон, а клуби з нижньої половини Третього південного та Третього північного дивізіонів — Четвертий дивізіон.
- Перший дивізіон Футбольної ліги (1)
- Другий дивізіон Футбольної ліги (2)
- Третій дивізіон Футбольної ліги (3)
- Четвертий дивізіон Футбольної ліги (4)

#### 1992–2004
Після створення 1992 року клубами Першого дивізіону власного дивізіону — Прем'єр-ліги, Футбольна ліга втратила топ-клуби Англії, і переможці Футбольної Ліги вже не ставали національними чемпіонами Англії, а лише отримували право вийти до Прем'єр-ліги. Таким чином Перший дивізіон Футбольної ліги став другим за рівнем дивізіоном Англії, а через зменшення кількості клубів до 70 Четвертий дивізіон Футбольної ліги було скасовано.
- Перший дивізіон Футбольної ліги (2)
- Другий дивізіон Футбольної ліги (3)
- Третій дивізіон Футбольної ліги (4)

#### З 2004 року
2004 року Футбольна ліга для покращення економічного становища провела ребрендінг ліг, змінивши назви усім трьом своїм дивізіонам.
- Чемпіонат Футбольної Ліги (2)
- Перша футбольна ліга (3)
- Друга футбольна ліга (4)

## Чемпіони
Через відокремлення провідних клубів і створення Прем'єр-ліги у 1992 році перемога у Футбольній Лізі вже не робить клуб чемпіоном Англії. Тому в нижченаведеній таблиці (станом на кінець сезону 2007-08) окремо подано статистику перемог до сезону 1992-93, коли Футбольна Ліга була провідним дивізіоном англійського футболу.
Див. також повний перелік чемпіонів Англії з футболу
| Клуб                   | Кількість перемог до створення Прем'єр-ліги у сезоні 1992-93 | Загальна кількість перемог | Переможні сезони до створення Прем'єр-ліги у сезоні 1992-93 |
| ---------------------- | ------------------------------------------------------------ | -------------------------- | --- |
| «Ліверпуль»            | 18                                                           | 18                         | 1900-01, 1905-06, 1921-22, 1922-23, 1946-47, 1963-64, 1965-66, 1972-73, 1975-76, 1976-77, 1978-79, 1979-80, 1981-82, 1982-83, 1983-84, 1985-86, 1987-88, 1989-90 |
| «Арсенал»              | 10                                                           | 10                         | 1930-31, 1932-33, 1933-34, 1934-35, 1937-38, 1947-48, 1952-53, 1970-71, 1988-89, 1990-91                                                                         |
| «Евертон»              | 9                                                            | 9                          | 1890-91, 1914-15, 1927-28, 1931-32, 1938-39, 1962-63, 1969-70, 1984-85, 1986-87                                                                                  |
| «Астон Вілла»          | 7                                                            | 7                          | 1893-94, 1895-96, 1896-97, 1898-99, 1899—1900, 1909-10, 1980-81                                                                                                  |
| «Манчестер Юнайтед»    | 7                                                            | 7                          | 1907-08, 1910-11, 1951-52, 1955-56, 1956-57, 1964-65, 1966-67 |
| «Сандерленд»           | 6                                                            | 10                         | 1891-92, 1892-93, 1894-95, 1901-02, 1912-13, 1935-36 |
| «Ньюкасл Юнайтед»      | 4                                                            | 5                          | 1904-05, 1906-07, 1908-09, 1926-27 |
| «Шеффілд Венсдей»      | 4                                                            | 4                          | 1902-03, 1903-04, 1928-29, 1929-30 |
| «Вулвергемптон»        | 3                                                            | 4                          | 1953-54, 1957-58, 1958-59 |
| «Гаддерсфілд Таун»     | 3                                                            | 3                          | 1923-24, 1924-25, 1925-26 |
| «Лідс Юнайтед»         | 3                                                            | 3                          | 1968-69, 1973-74, 1991-92 |
| «Манчестер Сіті»       | 2                                                            | 3                          | 1936-37, 1967-68 |
| «Портсмут»             | 2                                                            | 3                          | 1948-49, 1949-50 |
| «Бернлі»               | 2                                                            | 2                          | 1920-21, 1959-60 |
| «Блекберн Роверз»      | 2                                                            | 2                          | 1911-12, 1913-14 |
| «Дербі Каунті»         | 2                                                            | 2                          | 1971-72, 1974-75 |
| «Престон Норт-Енд»     | 2                                                            | 2                          | 1888-89, 1889-90 |
| «Тоттенгем Готспур»    | 2                                                            | 2                          | 1950-51, 1960-61 |
| «Вест-Бромвіч Альбіон» | 1                                                            | 2                          | 1919-20, 2007-08 |
| «Ноттінгем Форест»     | 1                                                            | 2                          | 1977-78 |
| «Іпсвіч Таун»          | 1                                                            | 1                          | 1961-62 |
| «Челсі»                | 1                                                            | 1                          | 1954-55 |
| «Шеффілд Юнайтед»      | 1                                                            | 1                          | 1897-98 |
| «Болтон Вондерерз»     | -                                                            | 1                          | |
| «Кристал Пелес»        | -                                                            | 1                          | |
| «Мідлсборо»            | -                                                            | 1                          | |
| «Норвіч Сіті»          | -                                                            | 1                          | |
| «Редінг»               | -                                                            | 1                          | |
| «Фулгем»               | -                                                            | 1                          | |
| «Чарльтон Атлетік»     | -                                                            | 1                          | |

## Плей-оф

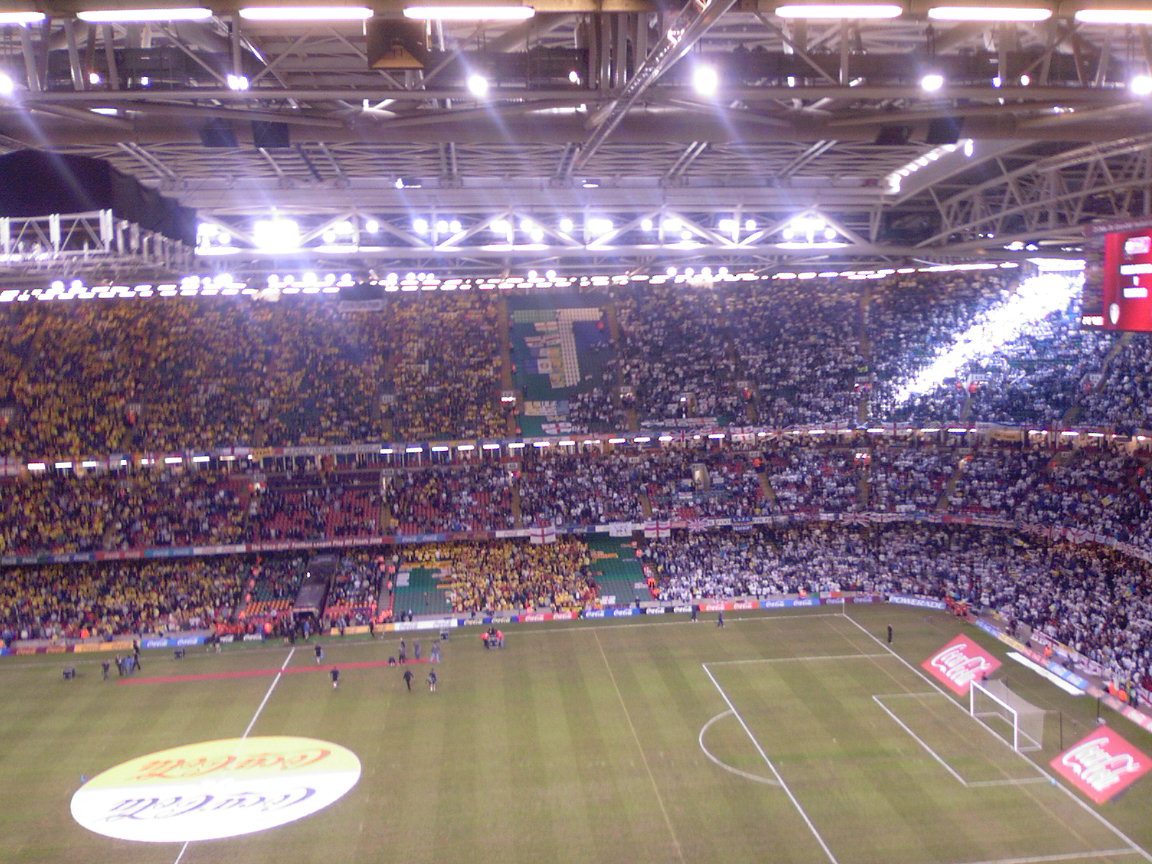
Фінал плей-оф Чемпіонату Футбольної Ліги 2005-06 (Лідс—Вотфорд) на стадіоні «Мілленіум» у Кардіффі

Клуби, які посіли 1-ше і 2-ге місця в будь-якому з дивізіонів Футбольної Ліги, автоматично отримують право грати наступного сезону в дивізіоні рівнем вище. На додаток, щоб зберігати інтригу в дивізіонах якомога довше протягом сезону, було запроваджено систему матчів плей-оф. Вона полягає в тому, що клуби, які посіли 3-6 місця, розігрують між собою ще одну путівку класом вище за допомогою матчів на вибування. Спочатку граються півфінали між клубами 3-6 і 4-5, переможці яких зустрічаються у фіналі на стадіоні «Вемблі» (протягом реконструкції останнього фінали деякий час відбувалися на стадіоні «Міленіум» у Кардіффі).
Фінали плей-оф зазвичай викликають величезний глядацький інтерес і граються при заповнених трибунах. Через велику фінансову вагу участі у Прем'єр-лізі фінал плей-оф Чемпіонату іноді називають «найдорожчою грою у світі».